# Ervin Zádor
Ervin Zádor (7. června 1935 Budapešť – 29. dubna 2012 Linden) byl maďarský vodní pólista, hráč klubu Vasas Hajógyár a olympijský vítěz z olympiády v Melbourne 1956, kde v 5 zápasech vstřelil 5 branek. Olympijský turnaj se konal v době těsně po sovětské invazi do Maďarska a v zápase mezi SSSR a Maďarskem, ke kterému došlo ve finálové skupině, se dala očekávat oboustranně velmi tvrdá hra. Ervin Zádor v tomto zápase vstřelil 2 branky a minutu před koncem za stavu 4:0 pro Maďarsko jej hráč SSSR Valentin Prokopov udeřil do oka a způsobil mu tak krvavé zranění, po kterém musel být z důvodu výtržností diváků zápas předčasně ukončen. Obrázky zraněného Ervina Zádora obletěly celý svět a daly tak vzniknout označení Melbournská krvavá lázeň. Zádor později k tomu poznamenal: „Myslel jsem pouze na to, jestli budu moci hrát v příštím zápase.“ K dalšímu zápasu z důvodu silného otoku oka Zádor nenastoupil, Maďarsko v něm porazilo Jugoslávii 2:1 a zajistilo si tak zlaté medaile. Po olympiádě v Melbourne většina maďarských sportovců včetně Ervina Zádora emigrovala. Ervin Zádor se usadil v USA, kde chvíli zkoušel hrát vodní pólo, ale úroveň tohoto sportu v Americe byla tak slabá, že jej to brzy přestalo bavit a začal trénovat mládež. Poslední roky života strávil v Lindenu v Kalifornii, kde až do smrti pracoval na místní základní škole jako trenér sportovních plaveckých tříd.